# Dasypoda crassicornis
Dasypoda crassicornis är en biart som beskrevs av Heinrich Friese 1896. Dasypoda crassicornis ingår i släktet byxbin, och familjen sommarbin. Inga underarter finns listade i Catalogue of Life.